# Josef Ryba
Josef Ryba (1820-1895) fou un compositor txec
Estudià en el Conservatori de Praga i després desenvolupà diverses places de mestre de música a Polònia i Rússia. Des de 1872 actuà com a professor de piano en l'Orfenat Imperial de Mikolaiv.
Entre les notables obres pedagògiques de Ryba cal citar: Mètode racional de piano, d'importància universalment reconeguda. De les seves composicions, d'invenció molt original i perfecta forma, destaquen: L'oració d'un rus; En honor dels guerrers russos, marxa; ¡Viva la mare Moscòvia!; Marxa solemne per a celebrar la coronació del tsar Alexandre III; diverses obres de gènere per a piano.